# Asztrozófia
Az asztrozófia az asztrológia egy változata, melynek részeként áltudomány. A tudomány működési elvei miatt a tudomány nem állíthat kategorikusan olyat, hogy a csillagoknak nincsen hatása az emberek egyéni életére, csupán egy azt állítólagosan leíró rendszer – vagyis az asztrológia – állításairól bizonyíthatja be kizárólag matematikailag és logikailag megalapozott eszközeivel, hogy nem igazak – sem logikailag, sem reprezentatív gyakorlati tanulmányok eredményeinek gondos elemzése alapján.

## Fogalmi eredet
Az asztrozófia kifejezés eredete a sumér időkre nyúlik vissza. A kifejezést évszázadok óta használják és tanitjak a csillagászat és az asztrológia körökben. Már 1687-ben egy „fontos és befolyásos asztrológiai munka” címében szerepeltek, mint latinizált „astrosophia”, nevezetesen az „Universa astrosophia”, Antonius Franciscus de Bonatti (a ferences szerzetes és a matematika professzora) írta, valamint 1737-ben Angelo Capello (1681-1749) matematikus és csillagász „Astrosophia numerica in qua generaliter tabulae” című könyve [Astrosophia Naturalis]. A kifejezésre különféle tudományágak figyelmet fordítottak, és széles körben közzétették.

## A kifejezés meghatározása szótárban
Az asztrozófia kifejezés a görög star στήρ astér "csillag" és σοφία sophía "bölcsesség" származásából ered, és azt jelenti: "a csillagok bölcsessége". 
Az 1863-ból származó "Heyse általános (Nemet)magyarázó idegen szótár" szerint ez "starológiát" jelent.
Kaltschmidt (1912)-es "Legújabb és legteljesebb idegen szótára" szerint ez "csillagbölcsesség". 
Fred Getting "Asztrozofia szótár" (1985) a következő meghatározást tartalmazza: "Az asztrozofia az asztrológia modern formájának kifejezése, amely Rudolf Steiner és olyan kutatók által nyújtott információkon alapul, mint Elisabeth Vreede, Maria Thun, Willi Sucher és Robert Powell megfogalmaztak és elmagyaráztak. Noha alapvetően szinkretikus és a tradicionális gyökereken alapszik, gyakran használja a „zodiákus” és a „heliocentrikus ábrákat”.

## Az asztrozófia jellemzése
Az asztrozófia jellemzését Charles Fourier (1772-1837), a francia szociálteoretikus és a korai szocializmus képviselője szerint 1847-ben tették közzé a "Journal of Social Science La Phalange" -ben: "Asztrozófia, a csillagászati tudomány bölcsessége, egy elmélet, mely szerint ez a tudomány összekapcsolja az emberi szenvedélyeket és harmonizálja a csillagászatot más tudományokkal, amelyekkel nem akarja elkülöníteni önmagát ”.
1918-ban a német orvos, feltaláló és okkultista Ferdinand Maack (1891–1930) saját témájú kutatását tette közzé „Asztrozófia – csillagászat filozófia” cím alatt. Kiadványában Maack azt állítja, hogy az asztrozófia a csillagok részben tisztán tudományos és részben spekulatív filozófiai bölcsessége. Az asztrológiát a csillagok értelmezéseként írja le, a csillagászatot mint a tudományos hivatalos csillagászatot.
A Vallástörténész és ősi orientalista Alfred Jeremias (1864-1935) 1929-ben a „Das Weltall” magazinban beszélt a babilóniák asztrozófiájáról és asztrológiájáról. Úgy véli, hogy az égbolt megjelenítését, amelyet a sumériai származásúak és tovább fejlesztettek a szemita babilóniák, a legrégebbi formájában asztrozófiának kell nevezni, nem pedig asztrológiának. Jeremias az asztrozófiát egy vallásos világkép kifejezésének tekinti, amely a valóság magas érzetén alapszik.

## Rudolf Steiner és az asztrozófia
Az antropozófia alapítója, Rudolf Steiner (1861–1925) kidolgozta saját koncepcióit a társadalmi élet területeire, ideértve az többek közt Waldorf oktatás, sajátos építészet, nevezetesen a Goetheanum és a keresztény közösség. A csillagászat antropológiai nézete az asztrozófia kifejezést használja.
Steiner 1924-ben Dornachban több előadást tartott az asztrozófia jellemzőiről. Az "A karmikus kapcsolatok ezoterikus szempontjai" című előadássorozat során többek közt az emberek világfejlesztési lehetőségeiről és az úgynevezett "karmikus akadályokról", amelyeket az "egyéniség" példájával mutatnak be. Steiner összehasonlítja az asztrozófiát mint világképét, akárcsak Zarathustra idején (i. e. 2-1. század). Tanításában Ahura Mazdá, a Bölcsesség Ura, a világ teremtője Isten és fenntartója, a fény nagyszerű szelleme, aki impulzusokat küld az emberiségnek, állandó interakcióban az ahrimanikus-démoni hatalommal, a sötét és gátló, disharmonikus impulzusokat hordoz az emberi világ fejlődésében.
Egy másik előadás: „Az orvosok és lelkészek interakciója” az ember helyének felismeréséről a kozmoszban, valamint egy olyan ritmusról szól, amely egyenlő mértékben befolyásolja az embert és a kozmoszt. Steiner osztja a csillagászatot két kategóriába, az asztrozófiába és az asztrológiába, és „asztrozófusokrol” és „asztrológusokrol” beszél. A csillagászatot az alábbiak szerint írja le: „Ha a szokásos durva számításoktól a ritmikus számításokig megy át, amint ez a gömb harmónia esetében is történt, akkor a ritmikus számításokból származik, hogy a világszervezetet számokkal, az asztrozófiával nézzük meg."
Az ember képének mint a kultúra szempontjából fontos hídnak a tudomány és a vallás közötti kozmikus aláíráselmélet: Az antropozófus oktató és író Arthur Schult (1893–1969), 800 oldalas szabványos munkát írt az asztrozófiáról. Schult asztrozófiai tanítást helyez el Pythagoras, Platón, Plotin, Hildegard von Bingen, Albertus Magnus, Thomas Aquin, Dante, Leonardo da Vinci, Melanchton, Paracelsus, Kepler, Goethe, Novalis, Eckhart Meister és Carl Gustav Jung hagyományaiba.

## Asztrozófikus szimbolizmus és asztro-pszichológia
Az asztrozófikus-szimbolikus pszichológus, Leslie Furze Morrish (1898-1979) az asztrófia szimbolikus jellegét hangsúlyozta az "asztro-pszichológia" kapcsán. Az általa leírt "asztrozófikus szimbolizmus" számos kultúra szimbólumaiból áll, mint például az ókori egyiptomi és a teozófiai buddhizmus. Összekapcsolja őket Carl Gustav Jung, Alfred Adler és a teozófiai pszichológia tanításaival.

## Ajánlott olvasmányok
- Gérard Encausse („Papus“): Les Arts Divinatoires – graphologie, chiromancie, morphologie, physiognomonie, astrosophie, astrologie. (1.Aufl. 1891), St. Jean de Braye, 1976, ISBN 2-7033-0143-X
- Francis Rolt-Wheeler: L’Astrosophie – Revue mensuelle d´astrologie et des aciences psychiques et occultes, Institut astrologique de Carthage, Tunis, 1929–1960,
- Rudolf Steiner: Die Brücke zwischen der Weltgeistigkeit und dem Physische des Menschen. (1. Aufl. 1924), Dornach / Schweiz, 1993, ISBN 3-7274-2020-0
- Rudolf Steiner: Esoterische Betrachtungen karmischer Zusammenhänge. (1. Aufl.1924), Dornach / Schweiz, 1991, ISBN 3-7274-2380-3<
- Rudolf Steiner: Das Zusammenwirken von Ärzten und Seelsorgern, (1. Aufl. 1924), Dornach / Schweiz, 1994, ISBN 3-7274-3181-4
- Rudolf Steiner: Vorträge und Kurse über christlich-religiöses Wirken, (1. Aufl. 1924) Dornach / Schweiz, 1994, ISBN 3-7274-3460-0
- Franz Spunda: Das Weltbild des Paracelsus. Kapitel 9. Astrosophie, (1. Aufl. 1925) Prag, 1941, ISBN 978-3-939647-33-1
- Willi Sucher: Letters Toward a New Astrosophy, Auburn, 1970
- Arthur Schult: Astrosophie als kosmische Signaturenlehre des Menschenbildes. Band I. Turm Verlag, Bietigheim 1971, ISBN 3-7999-0204-X
- Arthur Schult: Astrosophie als kosmische Signaturenlehre des Menschenbildes. Band II Turm Verlag, Bietigheim 1971; ISBN 3-7999-0205-8
- Harald Falck-Ytter: Kosmos und Apokalypse. Stufen der Astrologie, Astronomie und Astrosophie, 2. Auflage, J. Ch. Mellinger Verlag, Stuttgart, 1992, ISBN 978-3-88069-295-4
- Gisela Gorrissen: Astrologie und Anthroposophie, Band 2: Astrosophie des Tierkreises: Die Kulturen der Menschheit, Aquarius Verlag, Wuppertal, 1994.
- https://www.academia.edu/42890789/Astrosophie
- Paksi Zoltán: Égi utak csillagüzenetei. A magyar asztrozófia könyve; Két Hollós, Bp., 2014